# AGM-86 ALCM
El Boeing AGM-86 ALCM (siglas en inglés de: Air-Launched Cruise Missile) es un misil de crucero subsónico lanzable desde avión fabricado en Estados Unidos por Boeing y usado por la Fuerza Aérea de los Estados Unidos. Estos misiles fueron desarrollados para incrementar la efectividad y supervivencia de los bombarderos estratégicos Boeing B-52H Stratofortress.

## Variantes

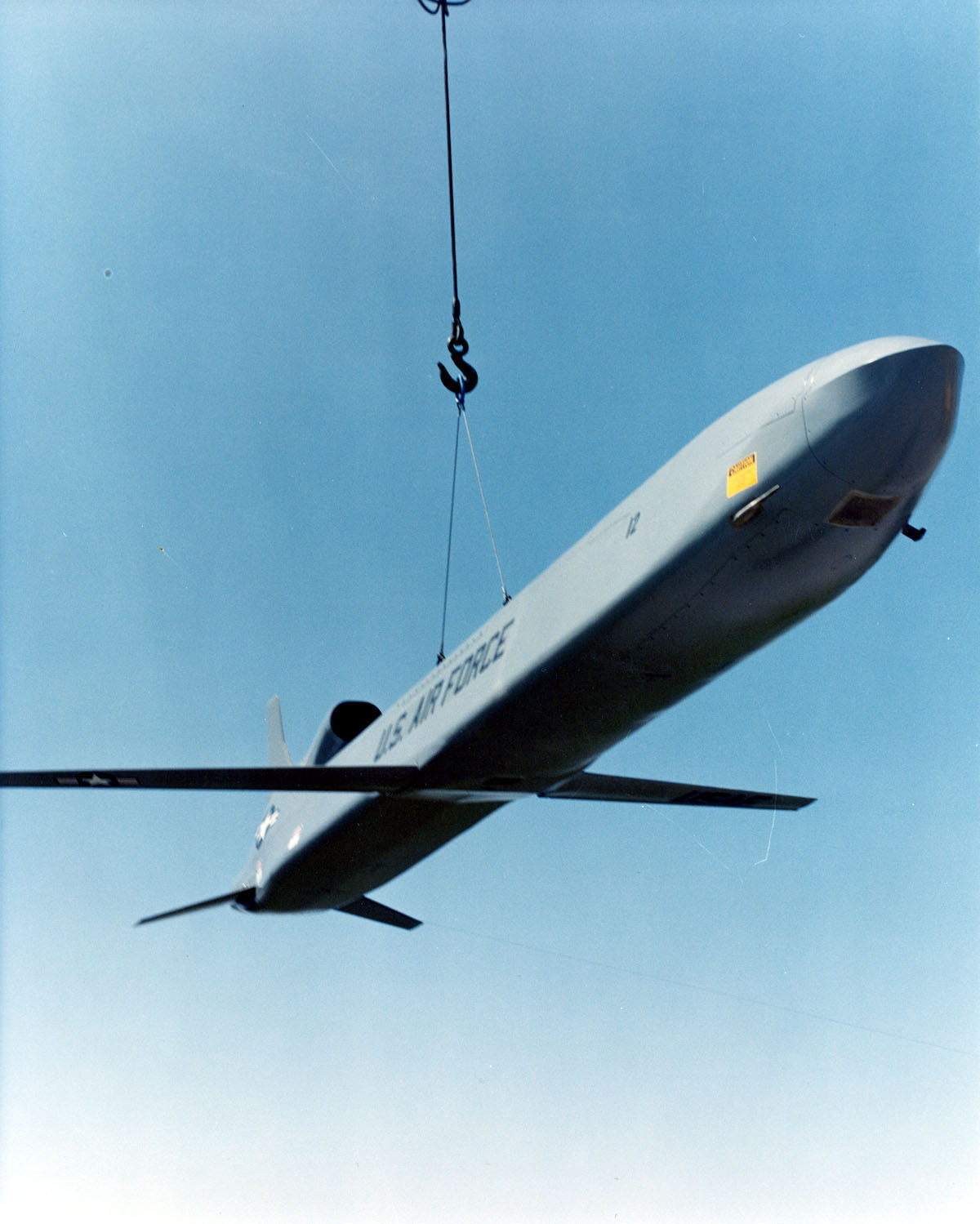
Se pueden cargar hasta 20 misiles AGM-86B en un bombardero B-52.

Todas las variantes del misil AGM-86 están propulsadas por un motor a reacción turbofán Williams F107 que lo impulsa a velocidades subsónicas sostenidas y puede lanzarse desde un avión a altitudes tanto altas como bajas. El misil despliega sus alas plegadas, las superficies de la cola y la entrada del motor después del lanzamiento.
Los misiles AGM-86B/C/D aumentan la flexibilidad en la selección de objetivos. Los misiles AGM-86B pueden ser lanzados desde el aire en grandes cantidades por la fuerza de bombarderos. Los bombarderos B-52H llevan seis misiles AGM-86B o AGM-86C en cada uno de los dos pilones montados externamente y ocho internamente en un lanzador giratorio, lo que le da al B-52H una capacidad máxima de 20 misiles por avión.
Una fuerza enemiga tendría que contraatacar cada uno de los misiles individualmente, haciendo que la defensa contra ellos fuera costosa y complicada. Las defensas del enemigo se ven obstaculizadas aún más por el pequeño tamaño de los misiles y su capacidad de vuelo a baja altitud, lo que dificulta su detección en el radar.

### AGM-86A
Fue el prototipo de esta clase de misil.

### AGM-86B
El AGM-86B con cabezas nucleares utiliza un sistema de guía de coincidencia de contorno del terreno (TERCOM) para volar a su objetivo asignado.

### AGM-86C/D
El AGM-86C/D CALCM lleva una carga útil convencional de alto explosivo en lugar de una carga útil termonuclear. Esta es una ojiva de fragmentación en el AGM-86C y una ojiva de penetración unitaria en el AGM-86D. El AGM-86C/D utiliza un sistema de posicionamiento global (GPS) a bordo junto con su sistema de navegación inercial (INS) para navegar en vuelo. Esto permite que el misil se guíe hacia el objetivo con una precisión milimétrica. Litton Guidance and Control e Interstate Electronics Corp. fueron los contratistas de orientación para el modelo C.